# Cessna 170
El Cessna 170 es un avión monomotor de propósito general fabricado por Cessna Aircraft Company entre 1948 y 1956. Este modelo y sus sucesores inmediatos de la misma familia ostentan la doble distinción de constituir la serie de aviones ligeros más vendida de todos los tiempos, y también la de que se construyeron más ejemplares.  

## Desarrollo
Cessna 170
Los primeros Cessna 170 eran esencialmente versiones de 4 plazas del popular Cessna 120 de 2 plazas, además de montar un motor Continental O-300 más potente de 108 kW (145 hp) y depósitos adicionales de combustible. Al igual que el 140, fueron construidos de metal y montaban sus alas sobre sendos soportes en "V" anclados a cada lado del fuselaje.
Cessna 170A
Comenzado a fabricar a finales de 1948, Cessna empezó a vender como Cessna 170A un Cessna 170 metálico con un menor diedro de alas y soporte sencillo, reemplazando el soporte en "V" del 170 original. El precio rondaba los 5500 dólares estadounidenses. Esta y las siguientes versiones del 170 compartirían la forma de la cola y el timón con los modelos mayores Cessna 190 y 195.
Cessna 305
En 1950, la Fuerza Aérea de los Estados Unidos, el Ejército y los Marines comenzaron a utilizar una versión militar del Cessna 170, designado por el fabricante como Model 305A y por las Fuerzas Armadas como L-19 primero y Cessna O-1 Bird Dog después. Fue usado como avión de alerta temprana y reconocimiento. El Bird Dog fue rediseñado en gran medida a partir del 170 e incluyó un nuevo fuselaje y alas con mayores con flaps tipo Fowler, que podían desplegarse hasta 60°.
Cessna 170B
En 1953 fue introducido el Cessna 170B, que presentaba nuevas alas con un diedro similar al de la versión militar. El modelo B fue equipado con flaps ranurados tipo Fowler desplegables hasta 40° y una forma alar semejante a los Cessna ligeros actuales. El 170B también incluyó un nuevo empenaje de cola, una rueda auxiliar trasera revisada, mayores ventanas traseras y otras mejoras respecto a las versiones 170 y 170A; estaba propulsado, como su predecesor, por un motor Continental C-145-2 de 145 hp refrigerado por aire. En 1955, las ventanas elípticas traseras fueron modificadas a un diseño más cuadrado.
Sucesores del Cessna 170
El Cessna 170 está equipado con un tren de aterrizaje convencional, que es más exigente que el de forma de triciclo. En 1955, la compañía desarrolló el Model 172, que era esencialmente un 170B con mejoras en detalle y un tren de aterrizaje triciclo de patas carenadas, en sustitución del anterior tipo con rueda de cola. Este Cessna 172 acabó por convertirse en el avión de cualquier tipo más fabricado incluso tras el cese de la producción del 170.
Actualidad
Hasta hoy en día, se estima que se han construido unos 5000 Cessna 170, de los cuales unos 2000 continúan aún en servicio. Considerado una reliquia por sus dueños, muchos de los 170 aún existentes han sido totalmente restaurados, y son muy cuidados y apreciados.

## Especificaciones

### Características generales
- Tripulación: Uno (piloto)
- Capacidad: 3 pasajeros
- Longitud: 7,6 m (25 ft)
- Envergadura: 11 m (36 ft)
- Altura: 2,1 m (6,9 ft)
- Superficie alar: 16,2 m² (174,4 ft²)
- Perfil alar: NACA 2412
- Peso vacío: 547 kg (1205,6 lb)
- Peso máximo al despegue: 998 kg (2199,6 lb)
- Planta motriz: 1× motor bóxer de 6 cilindros refrigerado por aire Continental O-300-A.
  - Potencia: 108 kW (149 HP; 147 CV)
- Hélices: Bipala metálica

### Rendimiento
- Velocidad máxima operativa (Vno): 230 km/h (143 MPH; 124 kt)
- Alcance: 950 km (513 nmi; 590 mi)
- Techo de vuelo: 4724 m (15 499 ft)
- Régimen de ascenso: 3,5 m/s (690 ft/min)

## Aeronaves relacionadas

### Desarrollos relacionados
- Cessna 140
- Cessna 172

### Aeronaves similares
- Aeronca 15 Sedan
- Piper PA-20 Pacer
- Stinson 108
- Yakovlev Yak-12

### Secuencias de designación
- Secuencia Numérica (interna de Cessna): ← 152 - 160 - 162 - 170 - 172 - 175 - 177 -- 303 - 305 - 308 - 309 - 310 - 318 - 319 - 320 - 321 - 325 →